# Мельнице-Подільська селищна рада
Ме́льнице-Поді́льська се́лищна ра́да — адміністративно-територіальна одиниця та орган місцевого самоврядування в Борщівському районі Тернопільської області. Адміністративний центр — селище міського типу Мельниця-Подільська.

## Загальні відомості
- Територія ради: 10,195 км²
- Населення ради: 4 274 особи (станом на 2001 рік)

## Населені пункти
Селищній раді підпорядковані населені пункти:
- смт Мельниця-Подільська
- с. Зелене

## Склад ради
Рада складається з 20 депутатів та голови.
- Голова ради:
- Секретар ради: Кашанська Любов Степанівна

### Керівний склад попередніх скликань
| Прізвище, ім'я, по батькові    | Основні відомості                                   | Дата обрання | Дата звільнення |
| ------------------------------ | --------------------------------------------------- | ------------ | --------------- |
| Боднарчук Володимир Васильович | Селищний голова, 1968 року народження, безпартійний | 26.03.2006   | 31.10.2010      |

Примітка: таблиця складена за даними сайту Верховної Ради України

### Депутати
За результатами місцевих виборів 2010 року депутатами ради стали:

#### За суб'єктами висування
| Суб'єкт висування           | Кількість обраних депутатів | %  |
| --------------------------- | --------------------------- | -- |
| Самовисування               | 18                          | 90 |
| Комуністична партія України | 1                           | 5  |
| Народна партія              | 1                           | 5  |

#### За округами
| № округу                    | Прізвище, ім'я, по батькові         | Дата визнання обраним | Освіта             | Партійна приналежність | Відомості про обраного депутата                               |
| --------------------------- | ----------------------------------- | --------------------- | ------------------ | ---------------------- | ------------------------------------------------------------- |
| Комуністична партія України |                                     |                       |                    |                        |                                                               |
| 20                          | Костів Петро Михайлович             | 02.11.2010            | вища               | позапартійний          | ТОВ Прогрес, головний бухгалтер                               |
| Народна Партія              |                                     |                       |                    |                        |                                                               |
| 14                          | Квасний Василь Васильович           | 02.11.2010            | вища               | позапартійний          | приватний підприємець                                         |
| Самовисування               |                                     |                       |                    |                        |                                                               |
| 1                           | Казимирик Роман Іванович            | 02.11.2010            | вища               | позапартійний          | Мельнице-Подільський будинок культури, директор               |
| 2                           | Чопик Марія Петрівна                | 02.11.2010            | середня спеціальна | позапартійна           | Мельнице-Подільська селищна рада, бухгалтер                   |
| 3                           | Бевз Василь Васильович              | 02.11.2010            | вища               | позапартійний          | приватний підприємець                                         |
| 4                           | Скриник Богдан Михайлович           | 02.11.2010            | середня спеціальна | позапартійний          | приватний підприємець                                         |
| 5                           | Натодос Галина Петрівна             | 02.11.2010            | середня спеціальна | позапартійна           | Мельнице-Подільська селищна рада, секретар                    |
| 6                           | Бялковський Олександр Станіславович | 02.11.2010            | вища               | позапартійний          | Мельнице-Подільського відділення ПАТ «Укрсоцбанк», начальник  |
| 7                           | Кугаївський Віталій Юрійович        | 02.11.2010            | вища               | позапартійний          | приватний підприємець                                         |
| 8                           | Батерняк Василь Іванович            | 02.11.2010            | середня спеціальна | позапартійний          | приватний підприємець                                         |
| 9                           | Кашанська Любов Степанівна          | 02.11.2010            | середня спеціальна | позапартійна           | Мельнице-Подільська селищна рада, секретар                    |
| 10                          | Козар Руслан Васильович             | 02.11.2010            | середня спеціальна | позапартійний          | тимчасово не працює                                           |
| 11                          | Буркацький Любомир Павлович         | 02.11.2010            | середня спеціальна | позапартійний          | Мельнице-Подільська дитяча музична школа, директор            |
| 12                          | Бернат Володимир Михайлович         | 02.11.2010            | вища               | позапартійний          | Мельнице-Подільська загальноосвітня школа I-III ст., директор |
| 13                          | Бялковська Ганна Дмитрівна          | 02.11.2010            | вища               | позапартійна           | Українська дослідна станція тютюнництва, директор             |
| 15                          | Боднарчук Василь Петрович           | 02.11.2010            | середня спеціальна | позапартійний          | приватний підприємець                                         |
| 16                          | Нуріджанян Сергій Норікович         | 02.11.2010            | середня            | позапартійний          | приватний підприємець                                         |
| 17                          | Тустановський Борис Іванович        | 02.11.2010            | середня спеціальна | позапартійний          | церква Св. Арх. Михаїла, дяк-регент                           |
| 18                          | Габчук Андрій Тарасович             | 02.11.2010            | середня            | позапартійний          | студент                                                       |
| 19                          | Бойко Петро Олександрович           | 02.11.2010            | середня            | позапартійний          | фермерське господарство Колос, голова                         |